# Chan-wook Park
Chan-wook Park (hangul: 박찬욱, Seoul, 23. kolovoza 1963.) je južnokorejski filmski redatelj, scenarist, producent i bivši filmski kritičar. 
Jedan je od najcjenjenijih i najpopularnijih filmaša u svojoj rodnoj zemlji. Najpoznatiji je po svojim filmovima iz "trilogije osvete": Simpatije za gospodina Osvetu (2002.), Oldboy (2003.) i Simpatija za gđu. Osvetu (2005.).

## Filmografija
- 1992. - "The Moon Is... the Sun's Dream"
- 1997. - "Saminjo"
- 2000. - "Joint Security Area"
- 2002. - "Simpatije za gospodina Osvetu"
- 2003. - "If You Were Me"
- 2003. - "Oldboy"
- 2004. - "Tri...Ekstrema"
- 2005. - "Simpatija za gđu. Osvetu"
- 2007. - "I'm a Cyborg, But that's OK"
- 2009. - "Žeđ"
- 2012. - "Stoker"

## Vanjske poveznice
- Park Chan-wook u internetskoj bazi filmova IMDb-u (engl.)
- Park Chan-wook na Rottentomatoes.com